# Mikławš Jakubica
Mikławš Jakubica (inne formy nazwiska: Mikławuš Jakubica, Miklawusch Jakubica, Nicolaus Jacubiky; zm. po 1548) – dolnołużycki pastor, autor pierwszego tłumaczenia Nowego Testamentu na język dolnołużycki, które zarazem należy do najwcześniejszych przekładów Biblii Lutra na inny język. Jego praca jest jednym z pierwszych i jednocześnie najobszerniejszych świadectw pisanych tego języka.

## Życiorys
Informacje na temat życia Mikławša Jakubicy są znikome. Prawdopodobnie był pastorem żyjącym i działającym w rejonie dzisiejszych Żar (dolnołuż. Žarow), co sugeruje używany przez niego dialekt wschodni języka dolnołużyckiego, występujący w tych okolicach.
Według niektórych hipotez, Jakubica może być utożsamiany z niejakim Nicolausem Kubike (lub Kubke), kaznodzieją wzmiankowanym w źródłach w 1524 w dzisiejszych Lubanicach. Inne teorie wiążą go z kaznodzieją Jakubem z Lipinek Łużyckich (dolnołuż. Lindroz) wspominanym w 1540, z tamtejszym proboszczem o imieniu Nikolaus Jakobi, sprawującym ten urząd prawdopodobnie w latach 1556-1563, lub z augustianinem Nikolausem, wymienianym w 1524 jako uczeń opata Paula Lemberga. Istnieje również możliwość, że wywodził się z rodziny Jakob ze Szprotawy, z której pochodził m.in. pisarz Nikolaus Jakob.

## Przekład Nowego Testamentu
Rękopis pełnego przekładu Nowego Testamentu Biblii Lutra obejmuje 669 stron, i nigdy nie został wydany. Nawet jeśli istniały plany wydania rękopisu, to zakaz publikacji książek protestanckich, wprowadzony w 1547 skutecznie uniemożliwił realizacje tego przedsięwzięcia. Pomimo tego egzemplarz prawdopodobnie był używany do prowadzenia nabożeństw, na co wskazują instrukcje dotyczące posługiwania się Nowym Testamentem.
Dzieło zostało napisane głównie wspomnianym wcześniej dialektem języka dolnołużyckiego, zawierając przy tym liczne zapożyczenia z języka polskiego, czeskiego i górnołużyckiego.
Zapomniany przez wieki rękopis został na nowo odkryty w 1827 przez polskiego slawistę Andrzeja Franciszka Kucharskiego w Królewskiej Bibliotece w Berlinie, pośród materiałów polskojęzycznych.

## Linki Zewnętrzne
Przekład Nowego Testamentu Mikławša Jakubicy z 1548 (rękopis)